# Aristida dasydesmis
Aristida dasydesmis är en gräsart som beskrevs av Carl Christian Mez. Aristida dasydesmis ingår i släktet Aristida och familjen gräs. Inga underarter finns listade i Catalogue of Life.